# Juurusvesi och Akonvesi
Juurusvesi och Akonvesi är en sjö i Finland. Den ligger i kommunerna Siilinjärvi och Kuopio (före 2017 även i dåvarande Juankoski kommun) i landskapet Norra Savolax, i den centrala delen av landet, 400 km nordost om huvudstaden Helsingfors. Juurusvesi och Akonvesi ligger 81,8 meter över havet. Den är 61,97 meter djup. Arean är 156,87 kvadratkilometer och strandlinjen är 797,55 kilometer lång. Sjön  ingår i Vuoksens huvudavrinningsområde.   I omgivningarna runt Juurusvesi och Akonvesi växer i huvudsak blandskog.
I övrigt finns följande vid Juurusvesi och Akonvesi:
- Muuruvesi (en sjö)